# Llista de peixos del riu Pilcomayo

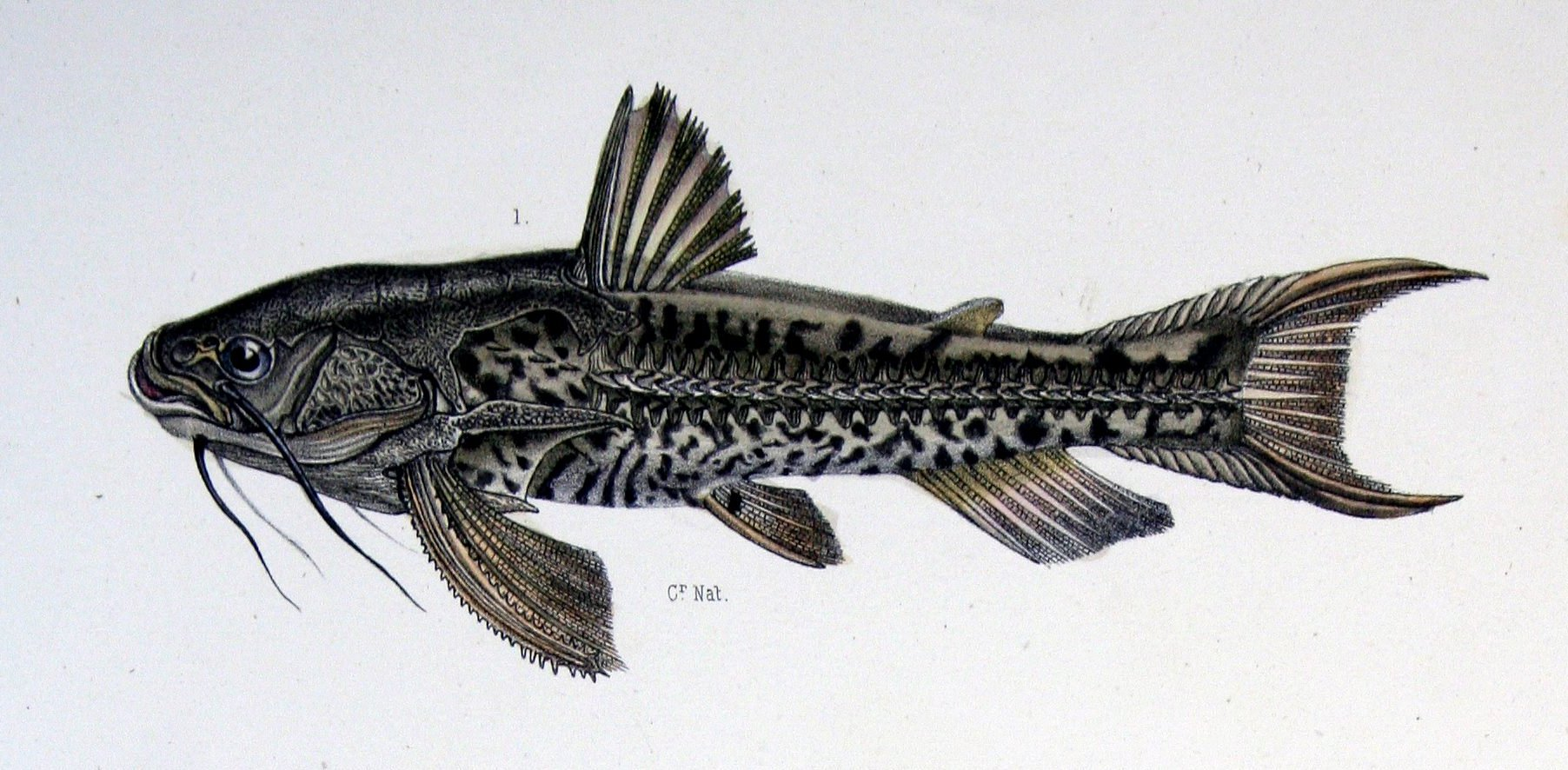
Anadoras weddellii

Aquesta llista de peixos del riu Pilcomayo -incompleta- inclou 9 espècies de peixos que es poden trobar al riu Pilcomayo ordenades per l'ordre alfabètic de llur nom científic.

## A
- Anadoras weddellii
- Aphyocharax dentatus

## H
- Hypostomus borellii

## I
- Imparfinis guttatus
- Ixinandria steinbachi

## O
- Odontostilbe microcephala

## P
- Parodon carrikeri
- Pyrrhulina australis

## T
- Trichomycterus therma[1]